# 炉门市社
炉门市社（越南语：／），又音译作“格卢市社”，是越南乂安省历史上的一個市社。面积29.09平方千米，2024年总人口77813人。

## 名稱釋義
中的“Lò”指的是境內的爐山，“Cửa”意為“大門”、“海门”，合起來意為“爐門”。炉门在阮朝时期为一海口守所，名为“舍海口”，其附近有炉市，故又称为炉海口。

## 地理
炉门市社西和北接宜禄县，南接河静省宜春县，东临南中国海。

## 历史
1994年8月29日，宜禄县以炉门市镇、宜秋社、宜香社、宜和社、宜海社1市镇4社和宜光社部分区域析置炉门市社；炉门市镇部分区域和宜光社部分区域合并为宜新坊，炉门市镇分设为宜水坊和秋水坊，宜和社改制为宜和坊，宜海社改制为宜海坊。
2009年3月12日，炉门市社被评定为三级城市。
2010年9月30日，宜香社改制为宜香坊，宜秋社改制为宜秋坊。
2024年10月24日，越南国会常务委员会通过决议，自2024年12月1日起，炉门市社并入荣市。

## 行政区划
炉门市社下辖7坊，市社人民委员会位于宜香坊。
- 宜海坊（Phường Nghi Hải）
- 宜和坊（Phường Nghi Hòa）
- 宜香坊（Phường Nghi Hương）
- 宜新坊（Phường Nghi Tân）
- 宜秋坊（Phường Nghi Thu）
- 宜水坊（Phường Nghi Thủy）
- 秋水坊（Phường Thu Thủy）